# Naja savannula
Naja savannula é uma espécie de cobra do gênero Naja, encontrada na África Ocidental.
Anteriormente, essa espécie era considerada idêntica à Naja melanoleuca, mas diferenças morfológicas e genéticas levaram ao seu reconhecimento como uma espécie distinta. Ela se diferencia de N. melanoleuca e de outras espécies relacionadas por apresentar uma série de 3 a 8 faixas claras largas, parcialmente divididas, ao longo da parte do corpo dianteiro.

## Descrição
De coloração preta ou preto-acastanhada no dorso, com uma série de 3 a 8 faixas transversais largas de cor creme, cada uma parcialmente dividida por uma faixa preta estreita. Possui 19 fileiras de escamas dorsais na região média do corpo, 211 a 226 escamas ventrais e 67 a 73 escamas subcaudais. O comprimento máximo registrado é de 2,23 m.

## Distribuição
É encontrada na África Ocidental, principalmente em florestas de galeria nas savanas e bosques de savana. Também foi registrada em Senegal, Gâmbia, Guiné, Mali, Burkina Faso, Costa do Marfim, Gana, Togo, Benin, Níger, Nigéria, norte de Camarões e sul do Chade.